# Insygnia

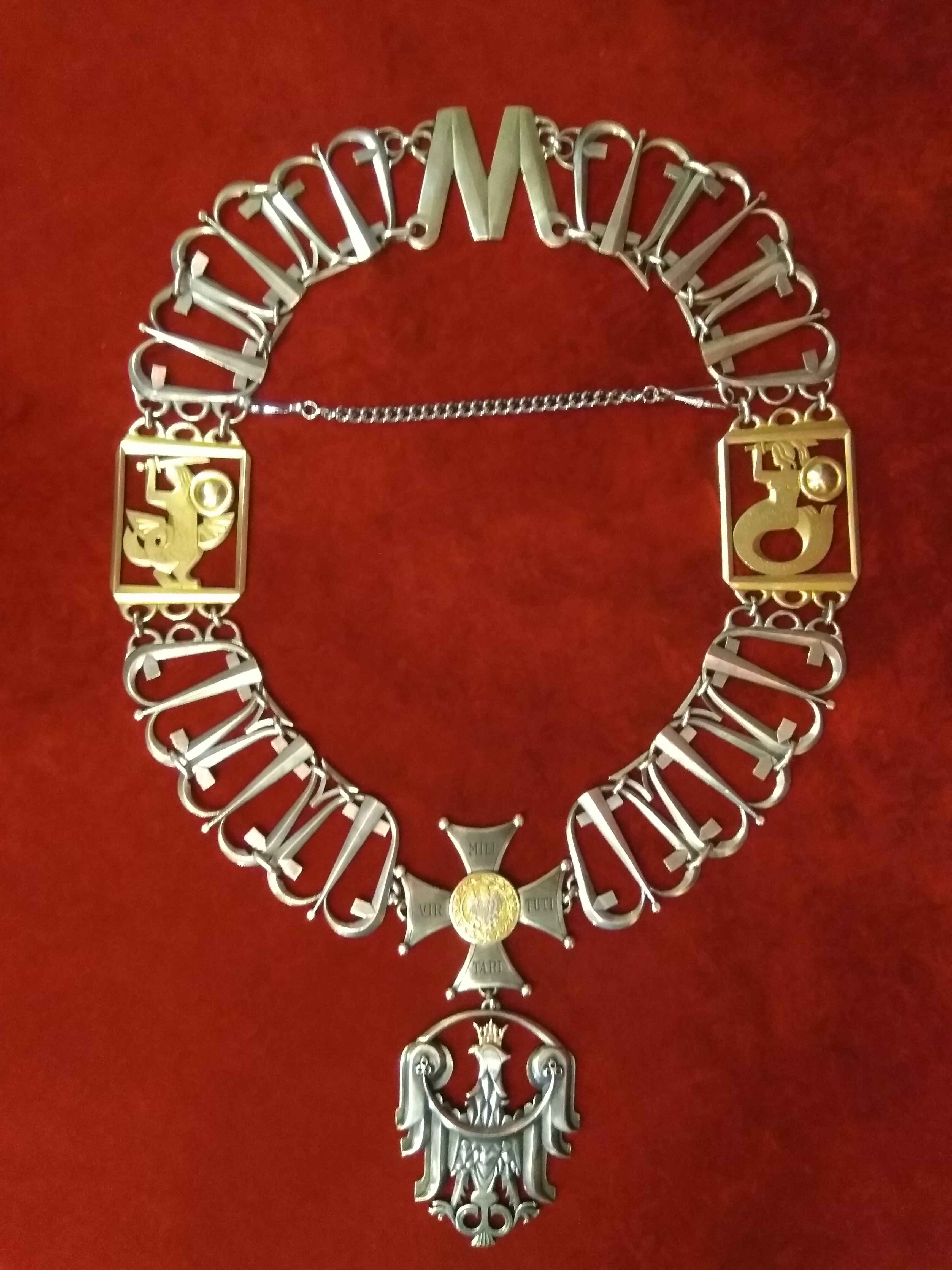
Łańcuch – insygnium władzy prezydenta m.st. Warszawy

Insygnia (łac. insignia l.mn. od insigne "oznaka urzędowa" z insignis "odznaczony, wyróżniony" od signum "znak") – przedmioty symbolizujące władzę świecką (królewską, książęcą) lub religijną.

## Insygnia władzy świeckiej
Do insygniów władzy świeckiej zalicza się m.in.:
- koronę
- jabłko królewskie[3]
- berło
- pierścień królewski
- diadem
- negarit

## Insygnia władzy kościelnej
Do insygniów władzy kościelnej można zaliczyć:
- tiarę
- pastorał
- mitrę
- Pierścień Rybaka
- pieczęć papieską
- paliusz

## Symbolika
- Korona – jedność państwa
- Jabłko – władza nad światem
- Berło – atrybut określający pozycję społeczną
- Miecz – sprawiedliwość
- Ostrogi – rycerskość
- Bransoleta – szczerość, prawdomówność
- Pierścień – mistyczny związek ze Stwórcą
- Włócznia z proporcem – symbol władzy nad terytorium